# Dittisham
Dittisham – wieś w Anglii, w hrabstwie Devon, w dystrykcie South Hams. Leży 38 km na południe od miasta Exeter i 274 km na południowy zachód od Londynu. Miejscowość liczy 424 mieszkańców.